# Palacio episcopal de Oporto
El Palacio Episcopal de Oporto (en portugués: Paço Episcopal do Porto) es la antigua residencia de los obispos de Oporto , en Portugal. El palacio está situado en una gran altitud, cerca de la catedral de Oporto, y domina el horizonte de la ciudad. Es parte del centro histórico de Oporto, designado Patrimonio de la Humanidad por la Unesco en 1996. El palacio es un gran exponente de arquitectura civil de la ciudad, de los estilos barroco y rococó.

## Historia
El origen de la construcción del palacio episcopal data del siglo XII o XIII, como lo demuestran algunos vestigios arquitectónicos de estilo románico en las ventanas que existen en el interior del edificio actual. En 1387, este palacio medieval fue testigo del matrimonio de Juan I de Portugal y Felipa de Lancaster.
Durante los siglos XVI y XVII, el palacio fue ampliado en gran medida, según unos dibujos y planos de la época, que muestra que se componía de una serie de edificios con torres, típico de la arquitectura portuguesa de casas señoriales de la época. El palacio actual, sin embargo, es el resultado de una campaña de reconstrucción radical llevó a cabo en el siglo XVIII, que lo convirtió en un edificio de estilo barroco.
Se cree que el proyecto para el palacio episcopal fue elaborado en 1734 por el italiano Nicolau Nasoni, un arquitecto con una obra extensa en Oporto y sus alrededores. Su construcción se inició en 1737, bajo la dirección del arquitecto Miguel Francisco da Silva.  Debido a las limitaciones financieras, el proyecto original nunca se pudo completar y tuvo que ser reducida en escala. Las obras se terminaron sólo en las últimas décadas del siglo XVIII, bajo el gobierno del obispo Rafael de Mendonça, cuyo escudo de armas se encuentra en el portal principal y la monumental escalera interior del palacio.
El edificio fue utilizado como residencia de los obispos de la ciudad hasta el siglo XIX. Durante el asedio de Oporto de 1832, el obispo huyó de la ciudad y el palacio fue utilizado por las tropas de Pedro IV como bastión en la lucha contra Miguel I. Mucho más tarde, entre 1916 y 1956, cuando los obispos ya no habitaban en el palacio, el palacio sirvió de sede de la Municipalidad de Oporto.

## Arte y arquitectura
El Palacio Episcopal es de forma rectangular con un patio en el centro. La fachada principal está pintada de blanco, con tres hileras de ventanas y un portal central en granito. Los marcos de la fila superior de las ventanas son de estilo rococó. El portal principal tiene un balcón coronado por el escudo de armas del Obispo Rafael de Mendonça, que vio la terminación del edificio.
Al entrar en el palacio, el visitante pasa por un vestíbulo largo que conduce a la escalera, que es lo más destacado del interior. La escalera monumental, que se atribuye a Nicolau Nasoni, se compone de un primer vuelo de escalones, seguidos por una escalera en forma de U. La escalera conduce a un portal barroco de nuevo con el escudo de armas del Obispo Mendonça. Toda la habitación está armoniosamente decoradas con pinturas murales y estucos ejecutados entre el siglo XVIII y el siglo XIX en estilo neoclásico. En el mismo siglo, se añadió un lucernario en la cúpula que proporciona abundante luz al interior.